# Вулиця Академіка Заболотного (Одеса)
Вулиця Академіка Заболотного — вулиця в місті Одеса, розташована в Пересипському районі. Пролягає від вулиці Жоліо-Кюрі до вулиці Сахарова. Продовженням вулиці є вулиця із аналогічною назвою в селищі Ліски.
Прилучаються вулиці Бахмутська, проспект Князя Володимира Великого, вулиці Героїв оборони Одеси, Кримська, Семена Палія та Академіка Сахарова.

## Історія

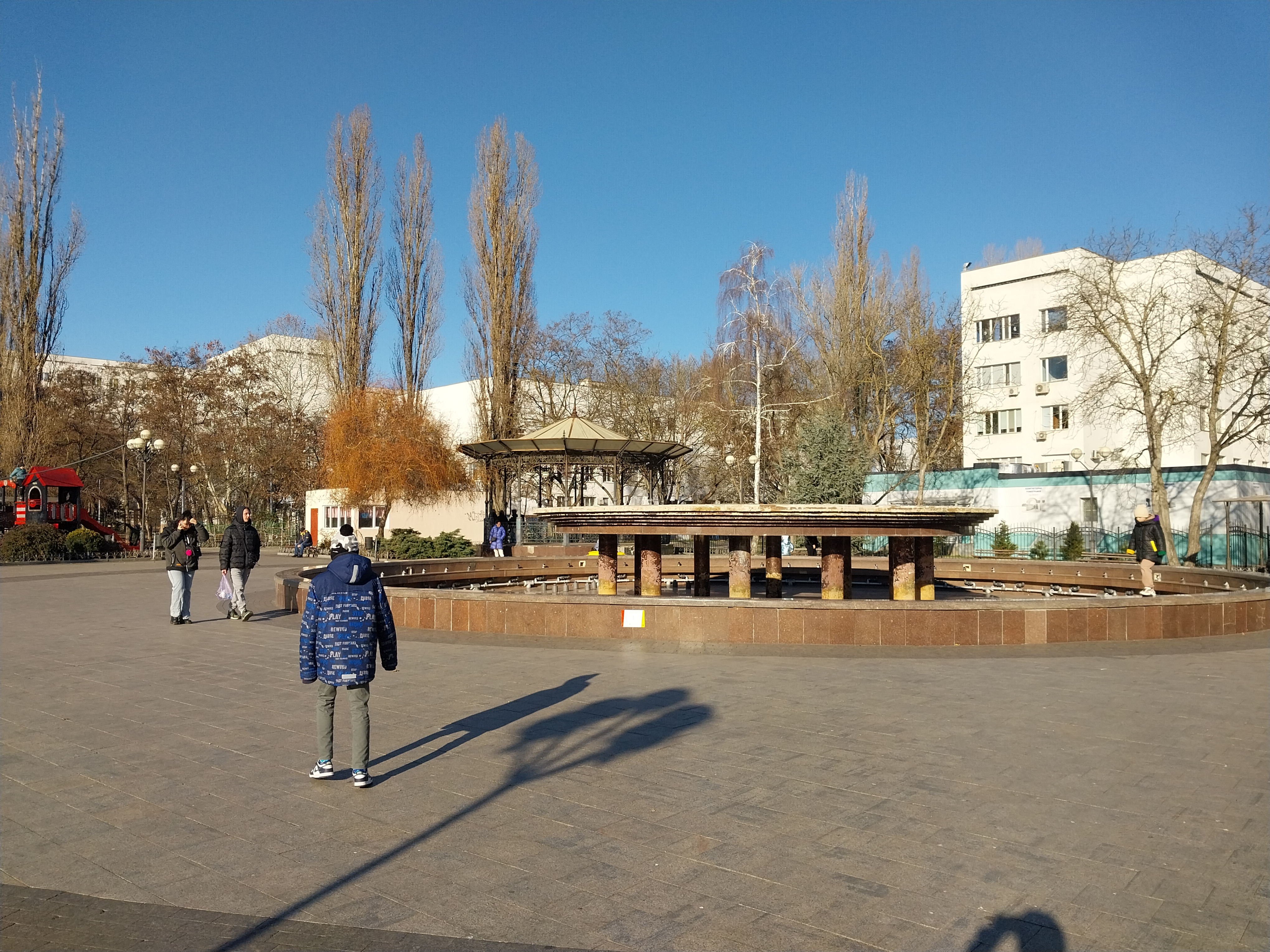
Майданчик із фонтаном біля Одеської обласної лікарні

У 1965 році було засновано новий район міста, який отримав назву селище Котовського. Новостворені вулиці отримували замість назв нумерацію, і сучасна вулиця Заболотного дістала назву 35-та лінія. Першою було розпочато забудову нижче перетину сучасної вулиці Героїв оборони Одеси та Академіка Заболотного. Центром нового району міста було заплановано перетин вул. Заболотного і сучасного проспекту князя Володимира Великого — саме сюди було проведено ще у 1962 році трамвайну колію. Введення трамвайної лінії в експлуатацію відбулося тільки після 1965 року. Свою назву нова вулиця отримала на честь видатного мікробіолога, академіка ВУАН України Данила Заболотного.
У 1983 році сюди було перенесено зі Слобідки Одеську обласну клінічну лікарню, для якої було зведено нове приміщення. В цей самий період розпочато забудову перехрестя вул. Заболотного із Дніпропетровською дорогою (тепер — вул. Семена Палія), із продовженням вулиці до вул. Сахарова.

## Галерея

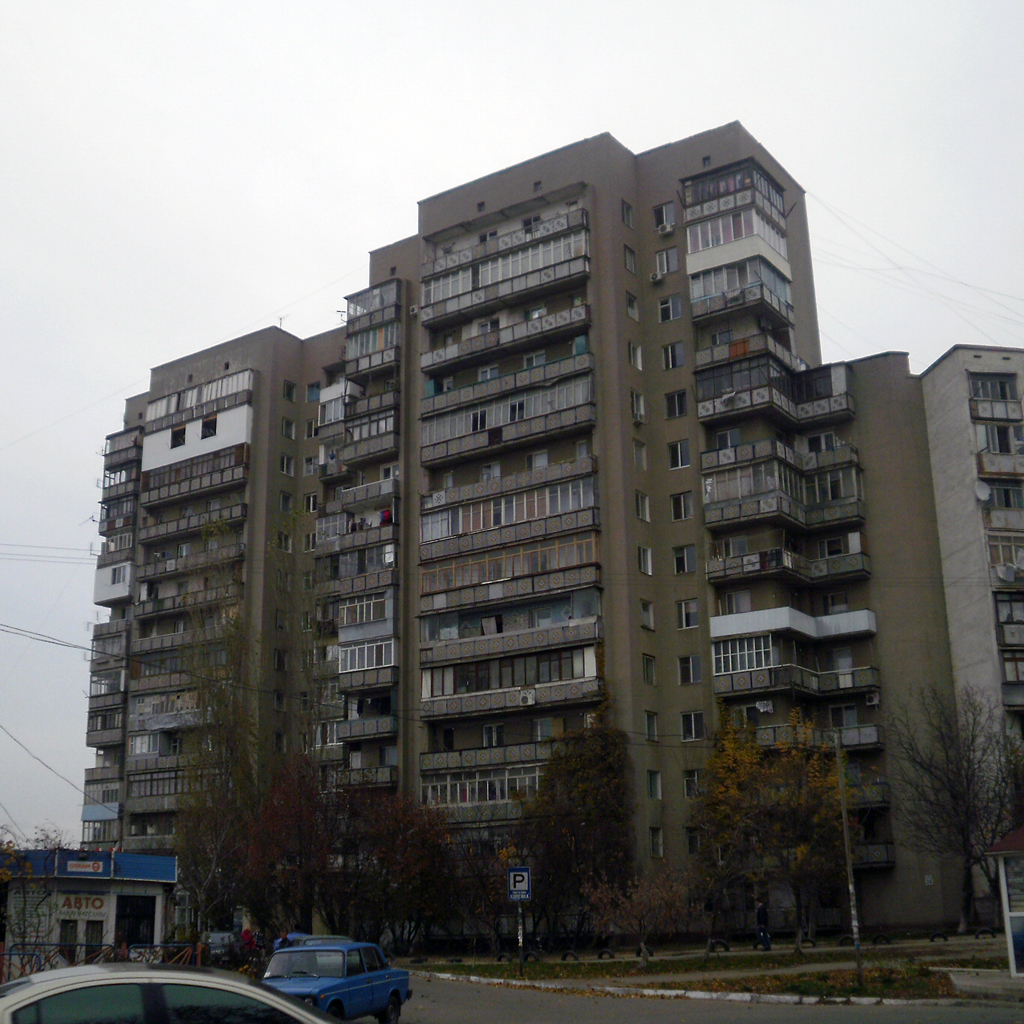
вул. Академіка Заболотного, 24 з добудовой до сусіднього будинку
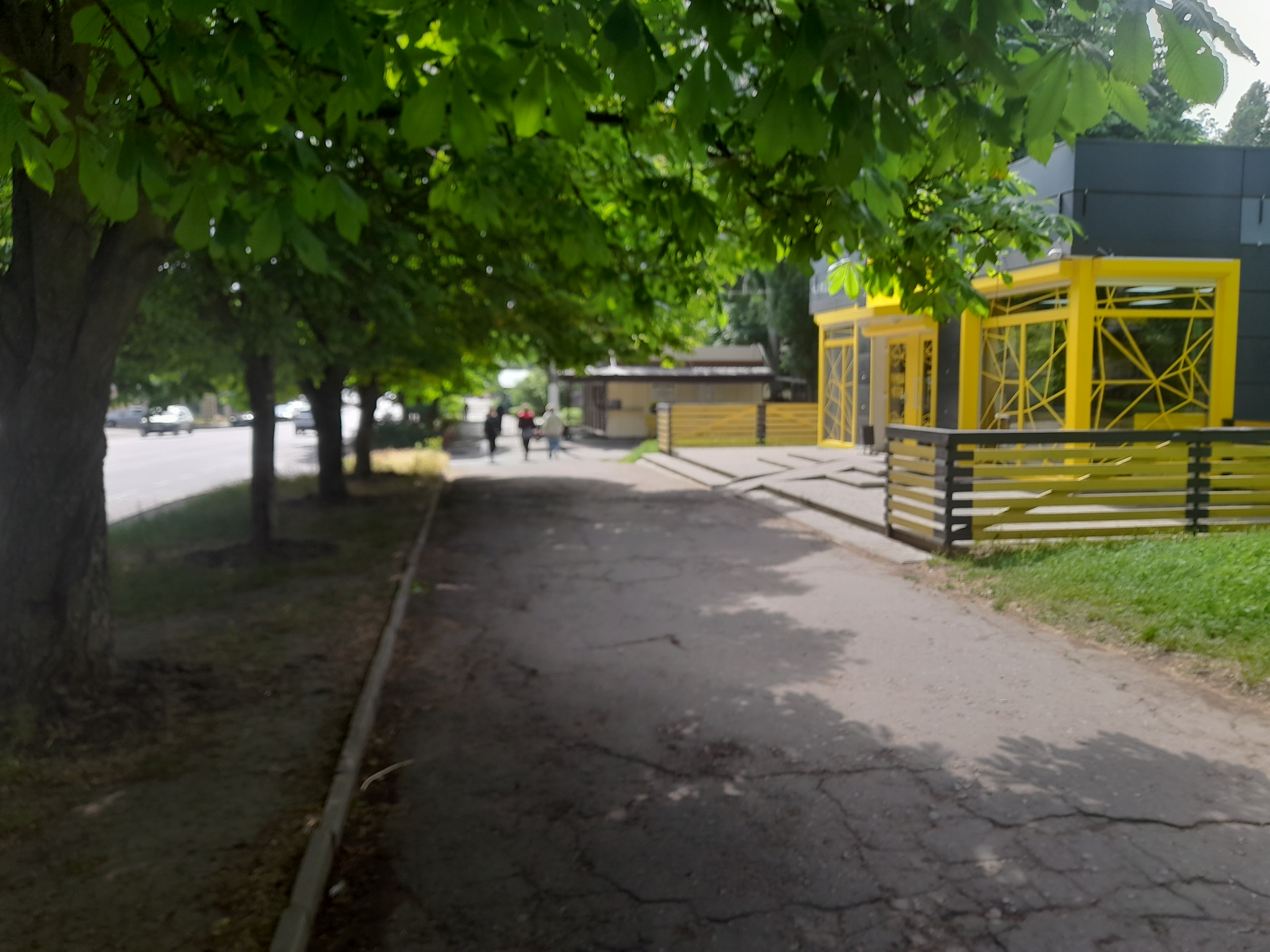
Тротуари вулиці
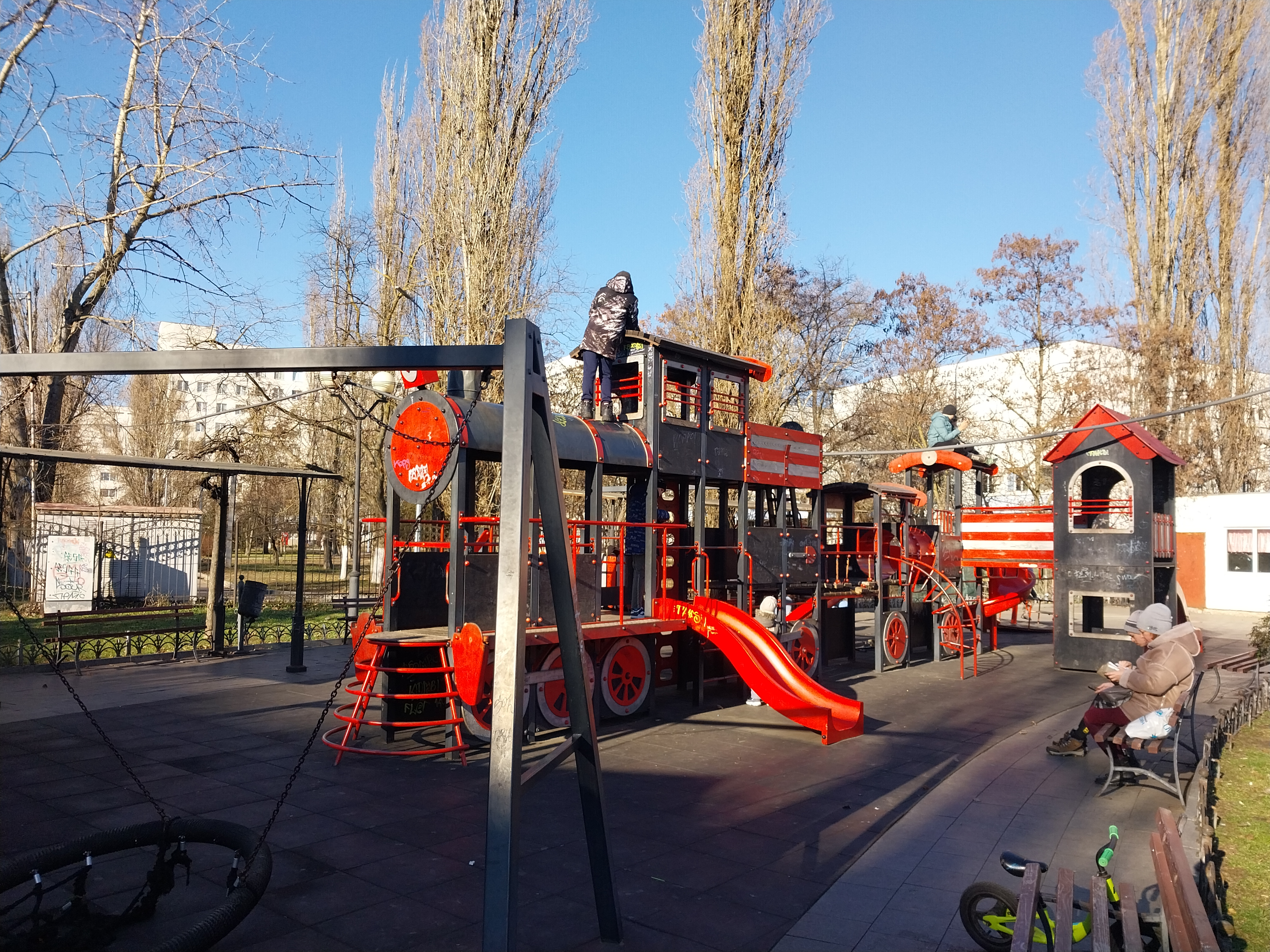
Дитячий майданчик